# Long Beach, Maryland
Long Beach är en ort i Calvert County i delstaten Maryland, USA.